# 烏丸響子の事件簿
『烏丸響子の事件簿』（からすまきょうこのじけんぼ）は、原作：広井王子・作画：コザキユースケによる日本のサスペンスアクション漫画。『ミステリービィストリート』での連載を経て、『コミックバーズ』に移籍。2012年4月号まで連載した。コミックスはバーズコミックスより全10巻。

## 概要
サクラ大戦シリーズで有名な広井王子と、様々なアニメ作品に携っているコザキユースケによる漫画。

## あらすじ
時代は近未来の日本。
浅草署・保安課（後の凶悪犯罪対策本部）に所属している烏丸響子は続々と増えている異端=鬼の出現とそれに伴い増える事件に携わっていたが、鬼の存在を公表しない上層部に苛立ちを覚えていた。
増える鬼による事件に対し、水谷警視正は武装警察O・O・O(Organization Of Ogrecide，スリーオー)を組織。強力な身体能力を持つ鬼に対し、武力で立ち向かう。
経済ヤクザの加納は、東北地方の鬼と結託。本間財閥の協力もあって、豊富な資金力を背景に東北を「鬼の国」として独立させるべく原爆を用いたテロを実行する。O・O・Oは加納の誘導にはまり、5人を残し壊滅。響子とレイモンド熊野は2人で小名浜の灯台に潜む加納への襲撃を行う。そんな中、相対する鬼たちから、自分も鬼であり、自分の両親を殺したのが、かつての対異端部隊に所属し「鬼に鬼と呼ばれた男」=三田村であることを告げられた響子は、自分のアイデンティティに悩み、この事件の後、失踪する。
京都で自らの血縁を探していた響子は、図らずも収監されていた烏丸一族の黒鉄兄弟の脱獄に手を貸してしまう。これは烏丸一族に匹敵する京都の鬼一族の雄、内田一族を甘言で騙し、鬼と人間の全面抗争を引き起こし、しかる後に仏法による世界を構築するために怪僧・李慶が策謀したことであった。響子は烏丸一族の分家筋である京都府警の島崎部長と五鰤に案内され、烏丸一族の隠れ里を訪れ、そこで実母・沙登子と再会する。
しかし、黒鉄兄弟が「烏丸一族」の名を出して京都府警や京都タワーの破壊活動を行ったため、O・O・Oは烏丸一族の殲滅を決定。同時に李慶の手引きで南方系の鬼である隼人一族も烏丸一族の隠れ里を襲撃した。そこへ烏丸一族に嫁がされた沙登子を救うべく三田村も参戦。壮絶な殺し合いが行われる。

## 登場人物

### 警察関係者
烏丸 響子（からすま きょうこ）
16歳にして浅草署に勤める巡査。物語中に誕生日を迎えて17歳となる。類稀なる身体能力を持つが、その正体は有力な鬼の一族『烏丸一族』の末裔。浅草の者の記憶に幼少の頃の響子がいることから、浅草で育ったと考えられるが、3歳の頃は三田村に連れられて石川県の農村にいたという話もしており未だ明確ではない。石川県にいた頃に知り合った女の子の友達を鬼に生贄として食われており、そのことが鬼を異端として憎む原因となった。しかし自らに流れる鬼の血にも気がついており、その葛藤に苦しんでいる。
ネット犯罪課の押収品を用いて、政府のデータベースにハッキングを試みたりしていることから、行動力はあると考えられる。
使用武器はかつては獣穴（ししあな）というノズルの非常に長い銃だったが、後に内田に破壊されたことで現在は獣又鬼（ししまたぎ）という銃に短剣がついた形状の武器を使用している。
三田村 浩三（みたむら こうぞう）
凶悪犯罪対策本部部長とO・O・O本部長を兼任。マルキの創設メンバーであり、リーダーであった。レイモンドと組んでいたことがある。白髪・メガネが特徴で、常にコートを着用している。持っている杖は仕込刀。戦いの場を離れて14年経つがその腕は衰えておらず、内田と対した時も彼を圧倒した。非常に頭の回転も速く、加納の計画にいち早く気がついた。加納の暴走を止める際に独走をし、事件後警職法違反で逮捕され、坊主になる。
マルキ活動の際に響子を鬼の子と知りながら殺さず、その後マルキを脱退する。響子の出生の秘密を握っている人物。
レイモンド 熊野（レイモンド くまの）
凶悪犯罪対策本部巡査長。金髪隻眼で鬼にも劣らない恐るべき力を持つ男。響子からはレイと呼ばれている。眼帯の下に隠している目は、レイモンドの部下・石野を食い殺したヒトイヌの元上司京元のもの。京元を殺害するために腕力を著しく向上させる薬を飲んでいたが、その副作用で京元を殺害した後は廃人になってしまう。過去に暴力沙汰を起こし、三田村に拾われて、その後三田村と組んでいた（本人曰く「いいコンビ」だった）。
過去に京元の部下であったときは、行動の荒々しさを多くの警察職員から疎まれていた。
水谷 英夫（みずたに）
警視庁警視正。かつてマルキに所属していた。三田村とも交流が深く、お互い敬語を使わずに話す仲。異端についての見識も深く、それに対する武装警察の組織も辞さない考えの持ち主（その後武装警察は本当に組織される）。
杉浦 美樹（すぎうら みき）
第22SAS連隊所属。警視庁の要請を受けて、新宿で鬼が暴れた際に初めて異端排除の戦いに身を投じる。27歳。「Who Dares Wins(勇気あるものが勝つ)」というSASのモットーが口癖。かなり勝気な性格で武装警察設立の際に質問をした桂木を自ら「質問があるか」と尋ねたのにも関わらず頬を突っぱねたり、響子と二度目に会ったときにいきなりネクラ呼ばわりしたりした。父親は日本生まれ。日本が黄金でできていると思っていた。また、感情的になると英語を発する。ボリスという大男を連れている。
芝田 國男（しばた くにお）
特別巡査長でありO・O・O作戦実行隊長。マルキの元メンバー。マルキ解散後は政府に戸籍を奪われて代々木公園で浮浪者同然の生活をしていたが、O・O・O設立を機に復帰する。元マルキだけあって、鬼に対し武器も持たずに倒したり、内田一族の縁のものである五百蔵をあと一歩のところまで追い詰めるなど身体能力は未だ衰えていない。それと同時に様々な体技を会得しており、戦いの度に戦術を変えている。
五鰤 頼光（ごぶり らいこう）
京都府警の“鬼係”。嗅覚に優れ、鬼の臭いをかぎ分け、鬼との戦闘にも、まったく引けをとらない。
孤児であったところを三田村に拾われ、武術を叩きこまれた。
響子にひと目ぼれをする。最期は烏丸一族の隠れ里を襲う南方系の鬼たちを数十人斬り倒し、響子を先に行かせるために三田村と対峙する。

### 鬼関係者
内田 桐雄（うちだ きりお）
烏丸一族と並ぶ有力な鬼の一族である内田一族の正当跡取り。身体能力は響子を大きく凌ぎ、響子を翻弄する速さで動いても息が上がらない。髪の毛も肌も白くアルビノを思わせる容貌をしている。イザナイという鬼をつれており、様々なところに出没する（東京はもちろん、東北にまで現れた）。京都の鬼とも繋がりがあるようで、京都の老人と会話をしている場面が散見される。響子に特別な思いを持っているようで、いきなり接吻をしたり東北まで追いかけたりしている。
使用武器は源満仲が戸隠で鬼を斬ったという鬼斬丸(おにきりまる)。それまで鬼斬丸を手にした者は正気を失っていたが、内田には何の変化も現れなかった。
イザナイ
内田桐雄に付き従う鬼。笠を被り目を覆うようにマスクをしている。
加納辰巳（かのう たつみ）
広域暴力団翆盟会“ネクスト”組長。32歳。鬼の国の実現を目指す。
京元（きょうもと）
元警察部長。青白い炎をまとう“青鬼”。
五百蔵（いおろう）
内田家に縁のある流浪の鬼。死に場所を求めて戦う。
仁麿楽（にしまぐら）

## 用語
鬼
古来より日本に棲む“異端”の総称。京元のように異形の姿に変身する者もいれば、烏丸一族のように角もなく亜音速で行動できるといった超絶した身体能力の他は人間と変わりない外観を持つ者もいる。
時の権力者は、鬼たちの力を借りる代わりに食人癖のある鬼に対する贄の提供など、様々な便宜を図ってきた。
女性の出産率が極端に低く、烏丸一族などは定期的に人間の女性を嫁に採っている。
マルキ
かつて存在した特殊異端急襲部隊の通称。鬼という漢字を丸で囲んでマルキと読む。警察、自衛隊から選出された精鋭10名で構成され、三田村が作戦実行隊長を務めていた。存在は極秘とされ、国会図書館の新聞からも関連記事は削除されている。水谷、芝田がかつて所属していた。
O・O・O（Organization Of Ogrecide，スリーオー）
鬼に対抗するための武装警察。全国の警察署から有能な人材を集め結成された。本部長は三田村。本部を浅草署に置く。さらにこの中の精鋭で構成された、鬼内部組織の壊滅を目的とした部隊も存在する。

## 単行本
1. 2003年09月24日発売 ISBN 978-4-3448-0286-5
2. 2004年08月24日発売 ISBN 978-4-3448-0441-8
3. 2005年04月23日発売 ISBN 978-4-3448-0548-4
4. 2005年12月24日発売 ISBN 978-4-3448-0674-0
5. 2006年12月22日発売 ISBN 978-4-3448-0883-6
6. 2007年12月22日発売 ISBN 978-4-3448-1162-1
7. 2008年12月24日発売 ISBN 978-4-3448-1504-9
8. 2009年12月24日発売 ISBN 978-4-3448-1799-9
9. 2010年12月24日発売 ISBN 978-4-3448-2106-4
10. 2012年03月30日発売 ISBN 978-4-3448-2462-1

## モーションコミック
2013年2月19日よりハピネットがInception Media Groupと協力しモーションコミックブランド「Manga2.5」を立ち上げ、世界52カ国の iTunes Storeにて配信の第1弾タイトルに本作も含まれた。言語は英語のみで日本では当初未配信だったが後に字幕で対応した。
キャスト
- 烏丸響子 - Alexa Kahn
- レイモンド熊野 - Nate Joyner
- 三田村浩三 - Larry Butler
- 内田桐雄 - Bryan Forrest

他